# Bianca Del Rio
Roy Haylock (27 juni 1975), beter bekend als Bianca Del Rio, is een Amerikaanse kostuumontwerper, acteur en dragqueen, die bekend werd als winnaar van het zesde seizoen van RuPaul's Drag Race in 2014.

## Loopbaan
Haylock groeide op in Gretna (Louisiana) en begon op de high school met acteren en ontwerpen van kostuums. Hij werkte korte tijd bij Bloomingdale's in New York voor hij weer terugkeerde naar Louisiana en aan de slag ging als kostuumontwerper. Op zijn zeventiende won hij zijn eerste Big Easy Entertainment Award for Best Costume Design, hij werd inmiddels meer dan tien maal genomineerd en nam de prijs een aantal malen opnieuw in ontvangst.
In 1996 debuteerde Haylock in het theater in New Orleans als travestiet in het stuk Pageant. Hij speelt sindsdien in diverse theaterstukken en musicals, waaronder Cabaret (2002) en Grease (2004). Na de orkaan Katrina (2005) verhuisde Haylock naar New York, waar hij kostuums ontwerpt voor Broadwayshows, ballet en opera en speelde in onder meer Cabaret en Rent (2008).
Bianca Del Rio
In 1998 ontwikkelde Haylock zijn alter ego Bianca Del Rio, waarmee hij aanvankelijk vooral optrad in het nachtclubcircuit. Hij noemt haar een creatieve uitlaatklep en zichzelf 'clown in een jurk' of een 'man met een pruik'. Del Rio draagt overdreven veel make-up en is een scherpe comédienne, die alles en iedereen beledigt. The New York Times noemde haar The Joan Rivers of the Drag World. Haylock was drie jaar New Orleans Gay Entertainer of the Year en zes jaar New Orleans Gay Bitch of the Year.
In 2010 werkte Del Rio mee aan de documentaire The Sons of Tennessee Williams, over de homocultuur in New Orleans in de jaren vijftig en zestig. In 2012 verscheen zij op televisie in de variété She's Living for This. Een bredere bekendheid kreeg Haylock / Del Rio door de deelname in 2014 aan het zesde seizoen van RuPaul's Drag Race, waarin RuPaul op zoek ging naar "America's Next Drag Superstar". De gedeelde tweede plaats was voor Adore Delano (Danny Noriega) en Courtney Act (Shane Jenek). Del Rio won de titel. Zij werkte ook mee aan een aantal afleveringen van het zevende seizoen, dat werd gewonnen door Violet Chachki (Jason Dardo). In 2015 gaf Del Rio in de documentaire  This Is Drag, met onder anderen Adore Delano, Courtney Act en Alyssa Edwards, een kijkje achter de schermen van de dragscene.
Van 2014 tot 2016 maakt Bianca Del Rio een wereldwijde theatertour Rolodex of hate, waarin zij opnieuw geen blad voor de mond neemt.  
In 2016 kwam de film Hurricane Bianca uit. Haylock speelt daarin de hoofdrol als een leraar (Richard) die wordt ontslagen omdat hij homo is en terugkeert als vrouw (Bianca) om wraak te nemen. Twee jaar later volgde Hurricane Bianca: From Russia with Hate.

## Foto's

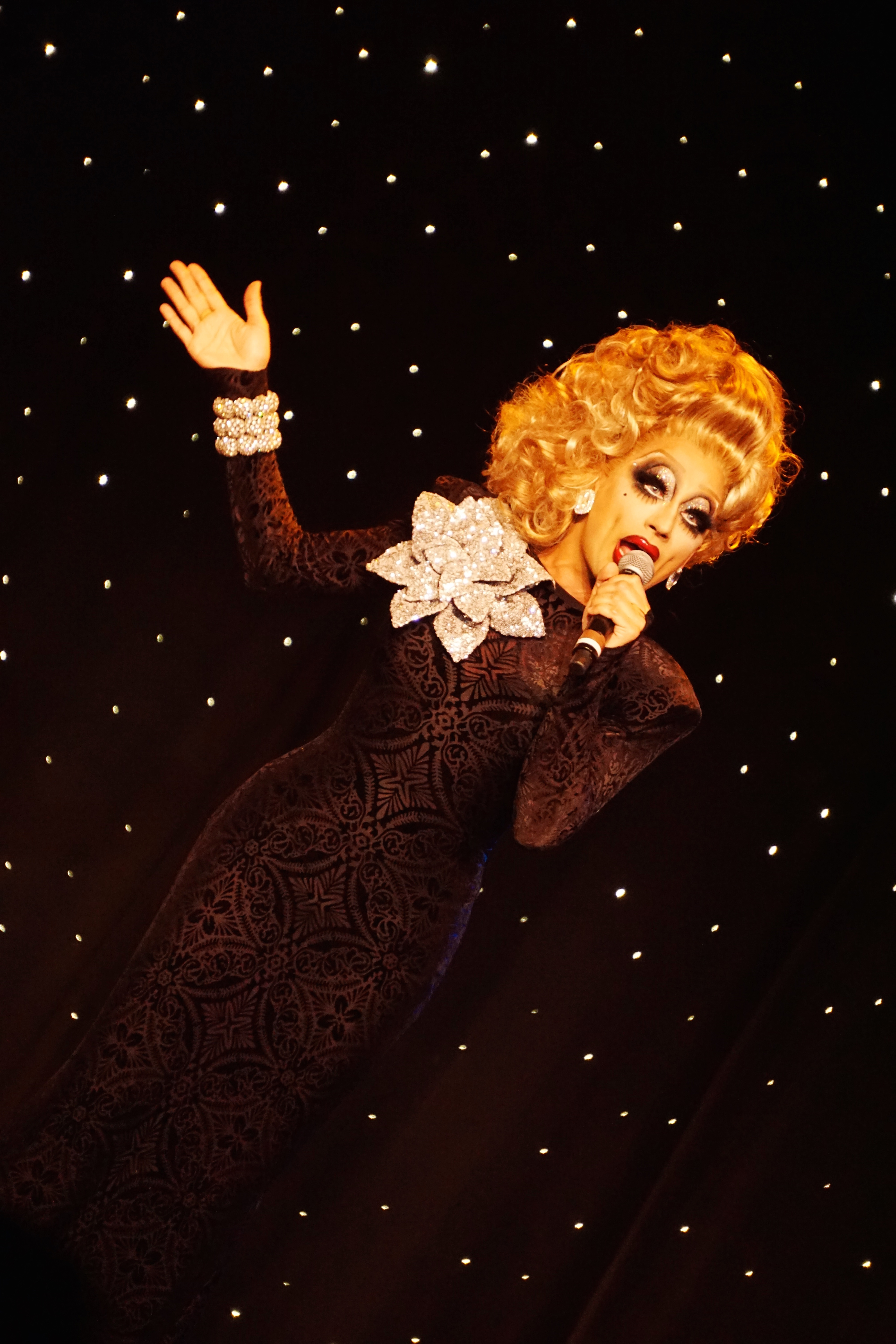
Drag Stars at Sea Europe 2014
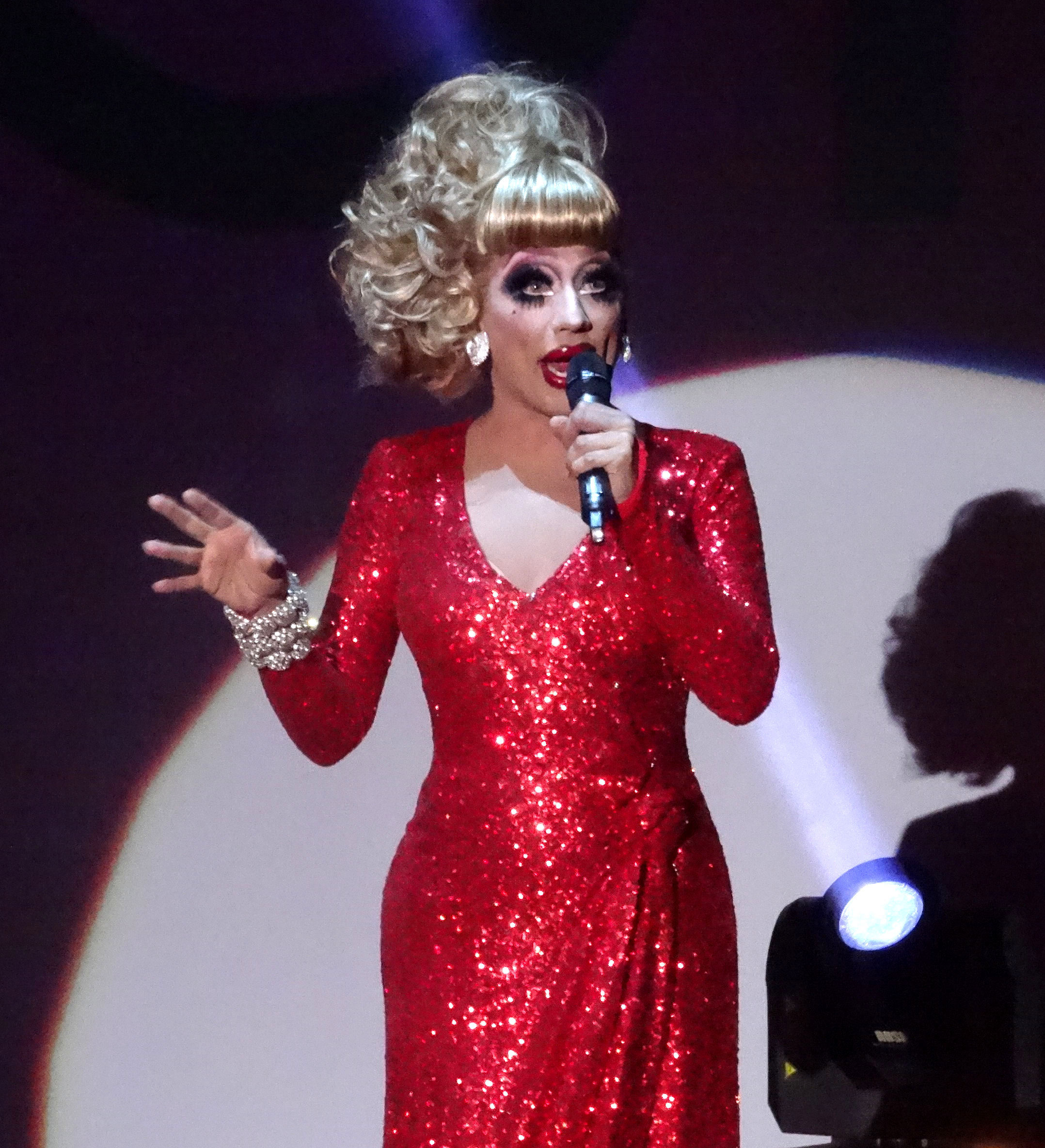
Rolodex of Hate Tour, Theater Amsterdam 2015
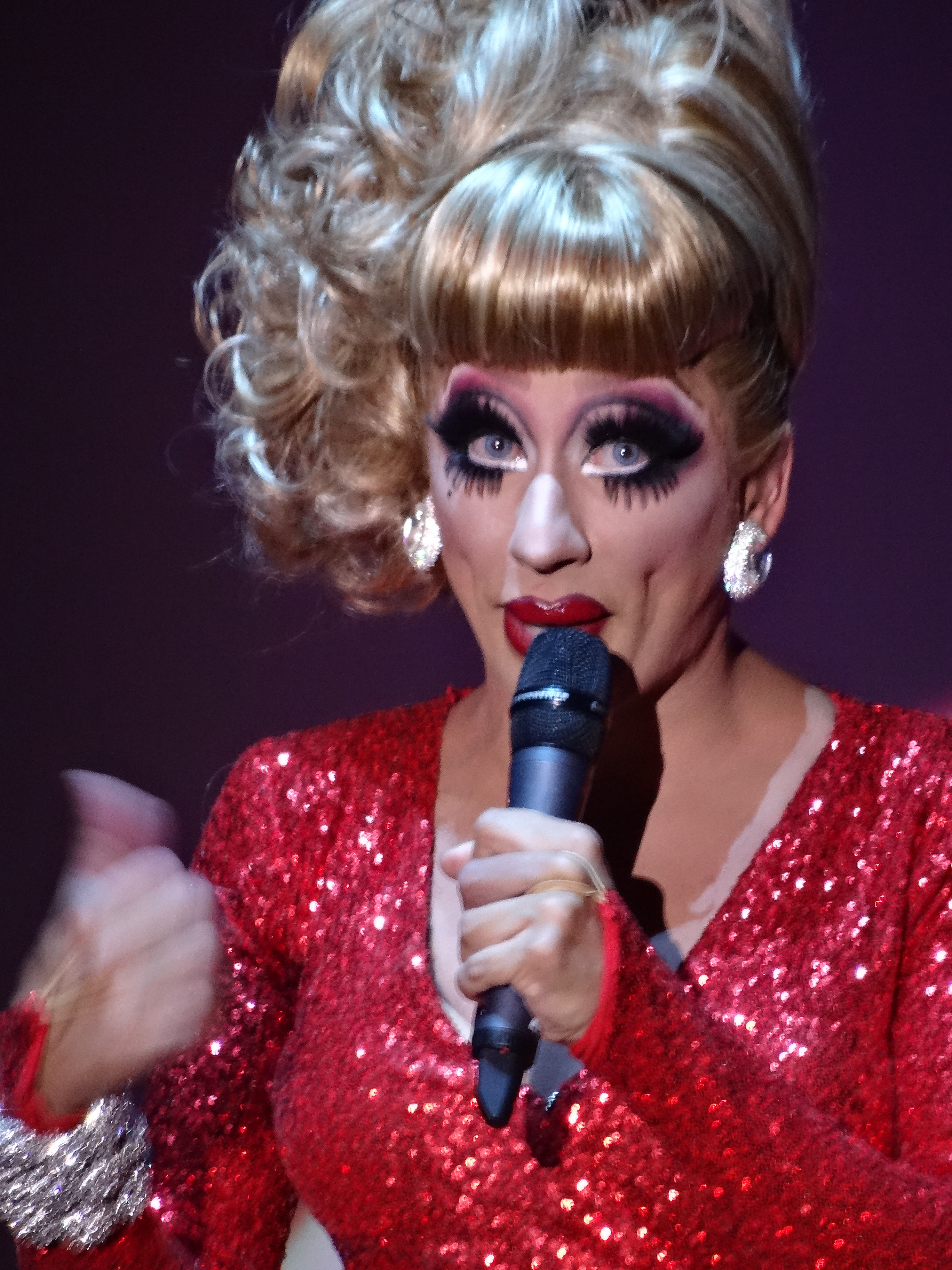
Rolodex of Hate Tour, Theater Amsterdam 2015

## Rollen

### Theater
- Psycho Beach Party (1998) - Marvel Ann
- At The Club Toot Sweet On Bourbon Street (1998) - Cooch Deville
- ...And The Ball And All (1998-1999) - Ernesto
- Cabaret (2002) - Emcee
- Bianca's Remote Out of Control (2003) - diverse rollen
- Hollywood Heaven (2003) - diverse rollen
- Grease (2004) - Vince Fontaine
- Murder at Movary Manor (2004) - Daphne
- The Bad Seed (2004) - Hortense Daigle
- At The Club Toot Sweet On Bourbon Street (2005) - Cooch Deville
- Pageant (2005) - Miss Industrial Northeast/Tawny-Jo Johnson
- Cabaret (2008) - Emcee
- Rent (2008) - Angel Dumott Schunard
- She'll Be Dying (2010)
- Mayo on Your Breakfast at Tiffany's (2010)

### Film
- The Sons of Tennessee Williams (2010)
- National Lampoon's Dirty Movie (2011)
- Hurricane Bianca (2016)
- Hurricane Bianca 2: From Russia With Hate (2018)